# Nothomitra sinensis
Nothomitra sinensis är en svampart som beskrevs av W.Y. Zhuang 1997. Nothomitra sinensis ingår i släktet Nothomitra, ordningen disksvampar, klassen Leotiomycetes, divisionen sporsäcksvampar och riket svampar.   Inga underarter finns listade i Catalogue of Life.